# 廃深2
『廃深2』（はいしん2）は、qureateが2023年に開発・発売したコンピュータゲーム。同社が2021年に発売した『廃深』の続編であるが、舞台や登場人物は異なる。
メーカー発表におけるゲームジャンルは「サバイバルホラーアクションアドベンチャー」とされている。

## 概要
前作と同様に、三人の動画配信者が足を踏み入れた廃墟で遭遇した恐怖から逃れ、生還を目指すのが目的のアクションアドベンチャーゲーム。イベント画面以外の移動はサイドビュー形式で行われ、屋内の探索で得られたアイテムやヒントを手掛かりに謎を解く脱出ゲームである。

### リリース
2023年9月にNintendo Switch版、10月にSteam版がダウンロード専用で発売され、2024年2月に繁体字中国語パッケージ版が発売された。また、朝鮮語パッケージ版も2024年6月ごろ(不確定)に発売されている。タイトル・字幕・音声の対応については以下。
| 言語   | 表題                                           | 表題                                           | 字幕 | 音声 |
| ------ | ---------------------------------------------- | ---------------------------------------------- | ---- | ---- |
| 日本語 | 廃深2                                          | 廃深2                                          | ○    | ○    |
| 英語   | LiveStream2: Escape from Togaezuka Happy Place | LiveStream2: Escape from Togaezuka Happy Place | ○    | -    |
| 中国語 | 簡体字                                         | 探灵直播2                                      | ○    | -    |
| 中国語 | 繁体字                                         | 探靈直播2                                      | ○    | -    |
| 朝鮮語 | 폐심: 심령 방송                                | 폐심: 심령 방송                                | ○    | -    |

なお、日本国外では当作品と前作「廃深」を1つにまとめたコレクションソフトが英語、中国語、朝鮮語の各パッケージ版にて2025年4月に発売されている。追加・変更された要素はなく、2本のゲームがプレイできるのみとなっている。

## ストーリー
大学生である愛月陽葵は、同じ大学の姫宮雅、柊藍那と共に運営している動画配信チーム「ひまちゃんねる」の発起人である。昨今のチャンネル登録者数の伸び悩みに焦っていた陽葵は、一発で人気が出る動画の企画をということで、廃墟となり心霊スポットとして有名であるショッピングモール、堵替塚（とがえづか）ハッピーウェイの探索を二人に提案し実行に移した。しかし、廃墟内では何かが起きるわけでもなく、帰ろうかと言っていた三人に突然、猿の着ぐるみが襲い掛かってくる。
拘束されていたものの、無事であった陽葵に二人から連絡があり、全員が無事であること、各人が廃墟内の別々のフロアにいて、エレベーターや階段が利用できず合流できないということが判明する。三人はそれぞれの場所でスマートフォンを利用し協力しながら合流と脱出を試みるが、猿の着ぐるみがそれを妨害するかのように三人に襲い掛かってくる。三人は無事合流し、堵替塚ハッピーウェイから脱出することができるのか。

## 登場人物
愛月 陽葵（あいづき ひまり）
声 - Lynn
動画配信チーム「ひまちゃんねる」の発起人であり、雅・藍那と同じ大学に通う大学生。前作「廃深」の主人公たちの「ななちゃんねる」にあこがれて動画配信を開始し、雅と藍那を巻き込んだ。チャンネル登録者数の伸び悩みのため、堵替塚ハッピーウェイの探索を実行した。持ち前の明るくポジティブな性格で、脱出できないことに絶望した二人を励ます、自身も不安で仕方がないが空元気を出し二人を落ち着けるといったリーダーシップを発揮する。その一方で、自分には何も秀でたものがないと考えており、それがコンプレックスになっている。自身のことを「あたし」、二人のことを「雅ちゃん、藍那ちゃん」と呼ぶ。
姫宮 雅（ひめみや みやび）
声 - 山本希望
動画配信チーム「ひまちゃんねる」のメンバーであり、陽葵と同学年。物怖じせずにパーソナルスペースに入り込んでくる陽葵に惹かれて仲良くなる。普段は冷静であり二人のツッコミ役であるが、廃墟にて怖がりであることが分かり二人からからかわれることになる。裕福な家庭に生まれ育ったが、多忙を極める母親に自身が関心を持ってもらえなかったことを引きずったままでいる。自身のことを「わたくし」、二人のことを「陽葵、藍那」と呼ぶ。
柊 藍那（ひいらぎ あいな）
声 - 真野あゆみ
動画配信チーム「ひまちゃんねる」のメンバーであり、動画編集担当。陽葵・雅の1年後輩。動画編集に苦戦していた二人を偶然見かけて手伝ったことがきっかけで知り合う。インターネットが好きな超インドア派で、アニメ・ゲーム・昔のパソコンや家電製品にも造詣が深い。二人とは問題なく接しているその反面、過去の経験から他人を信用しないことにしている。自身のことを「わたし」、二人のことを「ひまセンパイ、みやセンパイ」と呼ぶ。
着ぐるみ
堵替塚ハッピーウェイにて3人を追跡し襲うサルをモチーフとした着ぐるみ。口に多数の牙が生えており、巨大な腕には大きな爪が伸びている。動きは機敏で人間のようなリアクションもする。神出鬼没で3人がどこにいようとも出没する。

### 「廃深」の登場人物
以下は前作「廃深」の登場人物である。作中に直接登場することはなく、メニューの「STREAMING」にて前作完結後の三人のシナリオを鑑賞することができる。
生駒 美桜（いこま みお）
声 - 山崎はるか
動画配信チーム「ななちゃんねる」のメンバー。自身が企画提案し動画での初レギュラー出演を行うなど、前作の設定であった「引っ込み思案」が解消している様が描かれている。

桜井 奈々（さくらい なな）
声 - 西明日香
動画配信チーム「ななちゃんねる」主宰者。それほど面白いと思っていなかった動画に予想外の人気が出て一躍人気配信者に。それと同時に苦悩も抱えることとなる。

白石 梓（しらいし あずさ）
声 - 松田颯水
動画配信チーム「ななちゃんねる」のメンバー。人気が出た後の動画でなかなか思うように視聴数が取れていないことの対策として、二人に「秘策」を提案する。

## メニュー
メモ
ゲーム内で入手したメモ、新聞記事、スマホで撮影した画像など。廃墟内の謎解きのヒントや、着ぐるみの正体の手がかりなどが確認できる。
アイテム
ゲーム内で入手したアイテムの確認や使用を行う。
マップ
ゲーム内で入手したマップ。各キャラクターの現在位置と周辺の情報が確認できる。
STREAMING
三人の過去や現在の苦悩などが語られるモノローグ動画、前作の三人の様子などがゲームの進行に従い解放されていく。

## 場所
堵替塚ハッピーウェイ
本作の舞台となるショッピングモールだった廃墟。数年前に閉業したことが語られるが、閉業、および解体が行われなかった理由は不明。「堵替塚」は前作の旧ホテルイザナミの廃墟がある「N県堵替塚市」と同名であり、構内の土産店には前作のブタの着ぐるみに酷似した着ぐるみが飾ってあることから、前作と今作の舞台は同じ堵替塚市に所在していることが推察できる。
陽葵たちが潜入した時と、着ぐるみに襲撃された後で、構内の構造が大きく変化していることが陽葵たちから語られる。

## ゲームプレイ

### システム
三人は廃墟の別々のフロアにいて分断されている。プレイヤーはこの3人のキャラクターを常時切り替えて脱出を試みる。ゲームが進行すると、キャラクター間でアイテムの授受が可能となる。アイテムの使用や、謎を解くことで移動できるところが増え、ストーリーが展開していく。

### 着ぐるみの追跡
着ぐるみとキャラクターが接近した状態となると、スマートフォンのライトが点滅し、着ぐるみの声や足音が聞こえる。この状態で遠くに離れることができなかった場合、着ぐるみに追跡される状態となる。着ぐるみにキャラクターが捕まると、各キャラクターに設定されている凶気度が初期段階の低から中・高と1段階上がっていき、凶気度が高の状態で着ぐるみに捕まるとゲームオーバーとなる。着ぐるみから逃げているだけでは追跡を振り切れないため、フロアにあるトラップを設定して着ぐるみを転ばせその間に遠くに逃げるか、トイレや身を隠せる場所などに籠るなどして身を潜める必要がある。着ぐるみは身を潜めているキャラクターの居場所がわからなくなると、画面に向かって肩をすぼめるアクションをしてその場を去っていき追跡状態が解除される。ただし、着ぐるみがキャラクターの隠れた場所を見抜き、追跡状態が継続する場合がある。

### 前作との相違点
- システム
  - 分断され別々の場所にいる三人のキャラクターを切り替えながら進める仕様となった ※前作は合流後にのみ切り替え可能で、事実上キャラクターの見た目を変更するのみの仕様であった
  - 三人は常時スマートフォンでのビデオ通話が可能であり、情報やアイテムの入手時などに会話シーンが挿入される。またスマートフォンで撮影した画像も転送しあえるなど、各人が所有しているスマートフォンがよりゲームに組み込まれている
- プレイアビリティの向上
  - 「○○を探す」「××をすべて揃える」といった、ストーリーを進めるために必要な小目標を常時確認できる
  - 着ぐるみに追跡された状態でなくともダッシュ移動ができる
  - シナリオやエンディングの分岐に関連する場面では、事前にセーブを推奨される。これによりプレイヤーが複数のエンディングを見るための条件がわかりやすくなっている
- 着ぐるみの強化とフォロー
  - 着ぐるみの移動が前作よりも素早い上に潜んだ場所を見抜くなど強敵になっている。また、リアクションが豊かである
  - 凶気度の設定により、着ぐるみに捕まっても2回まではゲームオーバーにならない。※前作は着ぐるみから逃げきれず鉈を振り下ろされると即時ゲームオーバー
  - 着ぐるみからの追跡から身を潜める場所や手法が増えている
- その他
  - 前作はキービジュアル（公式サイトのトップ画像）、序盤の展開や一部のエンディングなどに、生駒美桜を事実上の主人公として扱っていると思われる要素が見られる。今作はゲームシステムの変更、STREAMINGによる各キャラクターの過去や心理描写の掘り下げなどが追加されたこともあり、三人の扱いに大きな差は見られない